# Coronel Freitas
Coronel Freitas é um município brasileiro do estado de Santa Catarina. Localiza-se a uma latitude 26º90'89" sul e a uma longitude 52º70'30" oeste, estando a uma altitude de 375 metros. Sua população em 2010 era de 10213 habitantes.

## História
Coronel Freitas recebeu status de município pela lei original nº 763 de 6 de outubro de 1961, com território desmembrado de Chapecó.
Segundo a lenda, no local havia um destacamento militar e um dos primeiros colonos a se instalarem, Vitório José Alberti, quis homenagear o comandante da guarnição e desbravador, o então coronel João José de Oliveira Freitas, dando seu nome à vila que se formaria. Com o desmatamento desordenado e a consequente extinção das reservas de madeira, a economia voltou-se para a agricultura.

## Geografia
Coronel Freitas localiza-se na zona fisiográfica do Oeste do Estado, 26º50" de latitude Sul e 52º45" de longitude W.GR, a uma altitude média de 375 metros acima do nível do mar. A área superficial é de 234.40 Km2, conforme dados do Instituto Brasileiro de Geografia e Estatística (IBGE).
O principal acesso ao município é feito pelas estradas.

### Bairros
Coronel Freitas possui dez bairros: Centro,  Três Palmeiras, Loteamento Dibernardi, Cinquentenário, Vila Rica ,São Sebastião, Floresta I, Floresta II, Vista Alegre, Irmã Colonata,  Grambel, Ouro Verde, Passo D´areia, Miorando, São Francisco, Nossa Senhora Aparecida, Antena e Três Palmeiras..

### Comunidades
Possui também 28 comunidades: Linha Zenaide Bertaso, Linha Favaretto, Linha Ipiranga, Linha Esperancinha, Roncador, Linha Barro Preto, Linha Esperança, Linha José Luís Maia, Simões Lopes, Antinhas, Cairu, Linha Abelardo Luz, Linha Sede Querência, Monte Alegre, Linha Savaris, Alto Ipiranga, Três Casas, Linha Alto Rui Barbosa, Rui Barbosa II, Linha Julio de Castilho, Linha São Cristóvão, Linha Palmira Maia, Linha Olinda, Linha Zeni, São Miguel, Saltinho, Santa Fé e Linha Cotovelo.